# Otmar Braunecker
Otmar Braunecker (* 4. April 1943 in Klagenfurt) ist ein ehemaliger österreichischer Eisschnellläufer.

## Werdegang
Braunecker, der für den Eislaufverein Wörthersee startete, nahm von 1957 bis 1972 an nationalen Rennen und von 1966 bis 1972 an internationalen Rennen teil. In der Saison 1967/68 belegte er bei der Winter-Universiade 1968 in Innsbruck den 17. Platz über 3000 Meter, den 16. Rang über 1500 Meter sowie den achten Platz über 500 Meter und bei den Olympischen Winterspielen 1968 in Grenoble den 39. Platz über 1500 Meter sowie den 26. Rang über 500 Meter. In der Saison 1968/69 lief er bei der Mehrkampfeuropameisterschaft 1969 in Inzell auf den 28. Platz und bei der Mehrkampfweltmeisterschaft 1969 in Deventer auf den 31. Rang im Großen Vierkampf. Zudem erreichte er im Februar 1969 mit dem dritten Platz sein bestes Ergebnis bei österreichischen Mehrkampfmeisterschaften. Nach Platz 30 zu Beginn der Saison 1970/71 bei der Mehrkampfeuropameisterschaft 1971 in Heerenveen, kam er bei der Mehrkampfweltmeisterschaft 1971 in Göteborg auf den 34. Platz im Großen Vierkampf und bei der Sprintweltmeisterschaft 1971 in Inzell auf den 37. Rang. In der Saison 1971/72 belegte er bei der Mehrkampfeuropameisterschaft 1972 in Davos den 29. Platz im Großen Vierkampf und bei den Olympischen Winterspielen 1972 in Sapporo den 31. Platz über 1500 Meter sowie den 23. Rang über 500 Meter. Letztmals international startete er bei der Sprintweltmeisterschaft 1972 in Eskilstuna, wobei er den 34. Platz errang. Nach seiner Karriere war er Präsident beim Kärntner Eislaufverband.

## Erfolge

### Olympische Spiele
- 1968 Grenoble: 26. Platz 500 m, 39. Platz 1500 m
- 1972 Sapporo: 23. Platz 500 m, 31. Platz 1500 m

### Mehrkampfweltmeisterschaften
- 1969 Deventer: 31. Platz Großer Vierkampf
- 1971 Göteborg: 34. Platz Großer Vierkampf

### Sprintweltmeisterschaften
- 1971 Inzell: 37. Platz Sprint-Mehrkampf
- 1972 Eskilstuna: 34. Platz Sprint-Mehrkampf

### Mehrkampfeuropameisterschaften
- 1969 Inzell: 28. Platz Großer Vierkampf
- 1971 Heerenveen: 30. Platz Großer Vierkampf
- 1972 Davos: 29. Platz Großer Vierkampf

## Persönliche Bestzeiten
| Disziplin | Zeit        | Datum            | Ort       |
| --------- | ----------- | ---------------- | --------- |
| 500 m     | 39,6 s      | 6. Februar 1971  | Davos     |
| 1000 m    | 1:22,5 min  | 6. Februar 1971  | Davos     |
| 1500 m    | 2:09,6 min  | 6. Februar 1971  | Davos     |
| 3000 m    | 4:44,6 min  | 2. Mai 1971      |           |
| 5000 m    | 8:37,5 min  | 7. Dezember 1968 | Inzell    |
| 10.000 m  | 19:44,4 min | 7. Januar 1968   | Innsbruck |